# Christl Haasová
Christl Haasová (19. září 1943 Kitzbühel – 8. července 2001 Manavgat) byla rakouská reprezentantka v alpském lyžování.
Vyhrála Parsenn Derby 1960 a na mistrovství světa v alpském lyžování 1962 se stala mistryní světa ve sjezdu. Na domácí olympiádě 1964 v Innsbrucku vyhrála sjezd, byla čtvrtá v obřím slalomu a šestá ve slalomu. Rovněž skončila druhá v kombinaci, která nebyla součástí olympijského programu, ale započítávala se do mistrovství světa. V roce 1966 vyhrála závod Arlberg-Kandahar a SDS-Rennen v Grindelwaldu, na mistrovství světa v alpském lyžování 1966 obsadila ve sjezdu páté místo. Na olympiádě 1968 v Grenoblu skončila ve sjezdu na třetím místě za Olgou Pallovou a Isabelle Mirovou, obsadila také třetí místo v celkovém pořadí Světového poháru 1967/68 ve sjezdu. Stala se osmkrát sjezdařskou mistryní Rakouska. V roce 1968 ukončila sportovní kariéru a působila jako lyžařská instruktorka a prodejkyně sportovních potřeb. Spolu se sáňkařem Josefem Feistmantlem zapálili olympijský oheň při slavnostním zahájení Zimních olympijských her 1976 v Innsbrucku.
V roce 1996 jí byl udělen Čestný odznak Za zásluhy o Rakouskou republiku. Zemřela ve věku 57 let, když při dovolené v Turecku utonula v moři v důsledku srdeční zástavy.